# B.B.Q. Oil
『B.B.Q.Oil』(バーベキューオイル)は日本のバンド、アブラーズのデビュー・アルバムである。表記はCDジャケットの表記による。『B.B.Q.OIL』の表記もみられる。

## 概要
2004年にリーダーを務めていたサニー徳永が死去した後、2005年3月25日にアブラレコー度から発売された、アブラーズのファースト・アルバムで、全曲インストゥルメンタルである。しかし、メンバーによるコーラスは収録されている。歌詞カードの代わりにメンバーによる楽曲のレビューを書いたブックレットが封入されている。全曲、作詞作曲はアブラーズ。

## 収録曲
1. Roll On
2. １.２.３.４
3. アドベンチャー
4. Make My Day
5. Cloudy Sky
6. Peace Loving
7. キザな奴
8. Paradise
9. Heavy Cake
10. ストライク！
11. エスカルゴ